# Héctor Díaz (actor)
Héctor Díaz (Buenos Aires, 17 de marzo de 1966) es un actor argentino de cine, teatro y televisión.

## Biografía
En 1991 a los 26 años de edad estaba estudiando la carrera de Ciencias de la Comunicación, en la Universidad de Buenos Aires, se anotó en la Escuela de Psicodrama de Eduardo Pavlovsky.

## Vida personal
Desde 2010 mantiene una relación sentimental con la actriz Maida Andrenacci. En 2020 nació Eloísa Díaz Andrenacci, su primera hija.

## Carrera
En 1992 empezó a estudiar con el director de teatro Pompeyo Audivert. Su primer trabajo en teatro fue en la obra Pater Díxit, dirigida por Audivert, donde representaba al hijo del príncipe Saurau. Ese mismo año actuó en el cortometraje Contratiempo, dirigido por Martín Singer y Leonardo Nachman.
En 1993 continuó sus estudios de actuación con Ricardo Bartís.

## Cine
- 1997: Por razones personales, Dir. Gabriel Levy
- 2004: A los ojos de Dios, Dir. Juan Pablo Martínez
- 2005: Días de mucho, vísperas de nada, Dir. Daniela Goggi
- 2005: El cielo elegido, Dir. Víctor Kino González
- 2005: Glue, Dir. Alexis Dos Santos
- 2007: Upa (una película argentina), Dir. Tocker, Giralt, Garateguy
- 2008: Historias extraordinarias, Dir. Mariano Llinás
- 2012: Dormir al sol, Dir. A. Chomski
- 2012: La despedida, Dir. Juan Manuel D’Emilio
- 2016: Caída del cielo, Dir. Néstor Sánchez Sotelo
- 2017: La cordillera, Dir. Santiago Mitre
- 2018:  La flor, Dir. Mariano Llinás
- 2022: Argentina, 1985, Dir. Santiago Mitre

### Cortometrajes
- 1992 Contratiempo, Dir. Martín Singer y Leonardo Nachman
- 1995 Sublevados, Dir. Marcelo Rembado
- 1996 El encuentro, Dir. Hernán Palacios
- 1998 Perros, Dir. Leonardo Di Cesare
- 2001 Flores para Clara, Dir. J. Carando
- 24×5, Dir. Carolina Pena

## Teatro
- 1992/1993: Pater Dixit sobre textos de Thomas Bernhardt. Dir. Pompeyo Audivert.
- 1992: Trabajo sobre textos de Roberto Arlt (Los siete locos y Los lanzallamas), con la colaboración de Roberto Bartís.
- 1993: Marcos. Trabajo de experimentación teatral sobre poemas de Thomas Bernhardt. Dir. Pompeyo Audivert.
- 1994: El pasado de Florencio Sánchez. Personaje José Antonio. Dir. Pompeyo Audivert.
- 1994: Museo Soporte, Dir. P. Audivert. Espectáculo teatral sobre el Museo de Historia Argentina. Teatro: Centro Cultural Ricardo Rojas.
- 1996: Pater Dixit Personaje: Hijo del Príncipe Saurau. Sobre textos de Thomas Bernhardt. Adaptación y Dir. P. Audivert. Teatro: I.F.T.
- 1997: Los Justos Personaje: Kaliayev. Autor: Albert Camus. Dir. Marcelo Mangone. Teatro: Callejón.
- 1998: Explanada Personaje: Marcelo. Creación colectiva basada en textos de Hamlet, de W. Shakespeare. Dir. A. Catalán. Festival del Centro Cultural Ricardo Rojas.
- 1999: La Modestia Personajes: Terzov y San Javier. Autor y Dir. Rafael Spregelburd. Teatro: TGSMParticipación en el Festival Internacional de Teatro de Bs. As. Festival Otoño en Madrid (España). Invitado a participar del Festival del Grec (Barcelona).
- 2000: Faros de color. Personajes: Carlos y Jeremías. Autor: Javier Daulte. Dir. J. Daulte y G. Izcovich. Teatro: Callejón.Participación en festivales de Sitges y Gerona, España y temporada en Sala Beckett, Barcelona, España.
- 2000: Los borrachos. Semimontado. Autor: Antonio Álamo. Dir. Andrea Garrote. Teatro del Sur.
- 2001-2002: Escala humana Personaje: Nene. Autores y Dir. Javier Daulte, Rafael Spregelburd, Alejandro Tantanian. Prod. CTBA. Teatros: Callejón y Portón de Sánchez.Participación en Festival de Teatro de CádizPresentaciones en Berlín (Hebbel Theatre) y Hamburgo (Shausbünne Theatre).Participación en Festivales de Caracas (Venezuela), de Manizales (Colombia), de Londrina (Brasil), Otoño en Madrid (España), de Córdoba (Argentina) y presentaciones en Estocolmo (Suecia).
- 2003: Bizarra Personaje: Giancarlo Piana. Autor y dir. Rafael Spregelburd. Producción: CCRR. Teatro Rojas.
- 2003: La Estupidez Personaje: Wilcox, John, Mr. Bancroft, Ken, Brad. Autor y dir. Rafael Spregelburd. Coproducción: Teatro Wiener Festwochen (Austria). Teatro: Portón de Sánchez.Participación en Festival de Río (Brasil).
- 2004: ¿Estás Ahí? Personaje: Francisco. Autor y dir. Javier Daulte. Teatro Nacional Cervantes. Teatro del PuebloParticipación en el festival Internacional de Gerona (España).
- 2004: La estupidez Teatro del Pueblo. Presentaciones en México DF, Guadalajara y Querétaro (México).
- 2004: La modestia. Participación en el Festival de Cádiz y presentaciones en León y Almagro (España).
- 2005-2006: ¿Estás ahí? Teatro del Pueblo. Participación en el Festival de Teatro de San Martín de los Andes. Festival de Teatro de Caracas (Venezuela).
- 2005/2006: El Dorado Personaje: Anton. de Marius Von Mayenburg. Dir. Rafael Spregelburd.Semimontado en el Instituto Goethe.
- 2005-2006: La Estupidez Teatro del PuebloParticipación en el Festival de Cádiz y presentación en Badajoz (España).Festival de Brasilia-Curitiba y Festival de Londrina (Brasil). Festival Internacional de Gerona (España). Festival Santiago a Mil (Chile). Festival de Teatro Iberoamericano de Bogotá (Colombia). Festival Mayo Teatral (La Habana, Cuba).
- 2005-2006: Matemática moderna. Teatro Sarmiento (CTGSM). Trabajo sobre textos de Samuel Beckett.
- 2007: ¿Estás ahí?. Autor y Dir. Javier Daulte, teatro Broadway.
- 2008: Olivio. Panorama Work In Progress, Centro Cultural Rojas, Dir. Monina Bonelli.
- 2015-2016: Bajo Terapia Dir. Daniel Veronese y Personaje: Ariel.
- 2017: Invencible.
- 2018-2019: Madre coraje.

## Televisión
- 1994: Montaña rusa, Canal 13
- 1999: Unitario en Telefe, Dir. Bebe Kamin
- 2000: Malos conocidos, Piloto. Dir. Alejandro Maci
- 2002: El narrador, Programa cultural de televisión por cable
- 2002: Sol negro, América TV
- 2005: Casados con hijos, Telefe
- 2006: Algo habrán hecho, Canal 13
- 2006: Hechizada, Telefe
- 2006: Mi mujer es una espía, Canal Encuentro
- 2007: Lalola, América TV
- 2008: Aquí no hay quien viva, Telefe
- 2009-2010: Niní, Telefé
- 2010: Para vestir santos, Canal 13
- 2011: El pacto, América TV
- 2012: 23 pares, Canal 9
- 2012: El donante, Telefe
- 2012: La viuda de Rafael, Canal 7, como Cándido, el millonario jefe del hermano de Rafael.
- 2013: Historias de corazón, capítulo 28: "Un amor de suegra", Telefe
- 2014: Guapas, Canal 13
- 2015: La verdad, TV Pública
- 2015: Variaciones Walsh, TV Pública
- 2015: Milagros en campaña, Canal 9
- 2022: Santa Evita, Star+
- 2024: Somos, YouTube

## Publicidad
- 2007: Lemoncé (Italia).
- 2006: Febreze (Italia).
- 2006: Banco Hipotecario Nacional, «Dueños» (Argentina).
- 2005: Movistar (España).
- 2005: Sancor, «Confesiones» (Argentina).

## Director
- 2008: La paranoia, de Rafael Spregelburd. Coordinación artística. Teatro Veinticinco de Mayo
- 2004: El malogrado, Sala Casacuberta –TGSM
- 2000: Paria, Centro Cultural Recoleta
- 1994: Internas, Colaboración en la dirección de actores. Centro Cultural Ricardo Rojas (Seleccionado para participar del Festival de Nuevas Tendencias Teatrales, Teatro Nacional Cervantes).
- 2005-2006: Neblina, Espacio Callejón

## Docencia
- 2003: Taller de entrenamiento actoral. Coordinado junto a Alejandro Maci.
- 2001: Seminario de entrenamiento actoral. Centro Cultural Ricardo Rojas.
- 2001: Taller de entrenamiento actoral. Anual. Coordinado junto a Pablo Ruiz.
- 1994: docente de actuación en el estudio de Pompeyo Audivert.
- 1993: asistencia en coordinación de grupos en el estudio de Pompeyo Audivert.

## Premios y nominaciones
- 1999 Nominación "Teatro del Mundo" a mejor actor por La modestia
- 2001 Nominación "Teatro del Mundo" a mejor actor por Escala humana
- 2002 Nominación "Arte Vivo" a mejor actor por Escala humana
- 2003 Premio "Trinidad Guevara" a mejor actor protagónico por La estupidez
- 2004 Nominación Premios "Clarín Espectáculos" a revelación por ¿Estás ahí?
- 2004 Mención Especial Premios "Geteapor" actuación en ¿Estás ahí?
- 2004 Nominación "Teatro del Mundo" a mejor actor protagónico por ¿Estás ahí?